# Bitterer Fransenenzian
Der Bittere Fransenenzian (Gentianella amarella), auch Bitterer Kranzenzian, Bitterer Enzian, Herbstenzian oder Blattwinkelblütiger Enzian genannt, ist eine Pflanzenart aus der Gattung der Kranzenziane (Gentianella) innerhalb der Familie der Enziangewächse (Gentianaceae). Die fünf Unterarten sind in gemäßigten Gebieten der Nordhalbkugel in Eurasien und Nordamerika weitverbreitet.

## Beschreibung

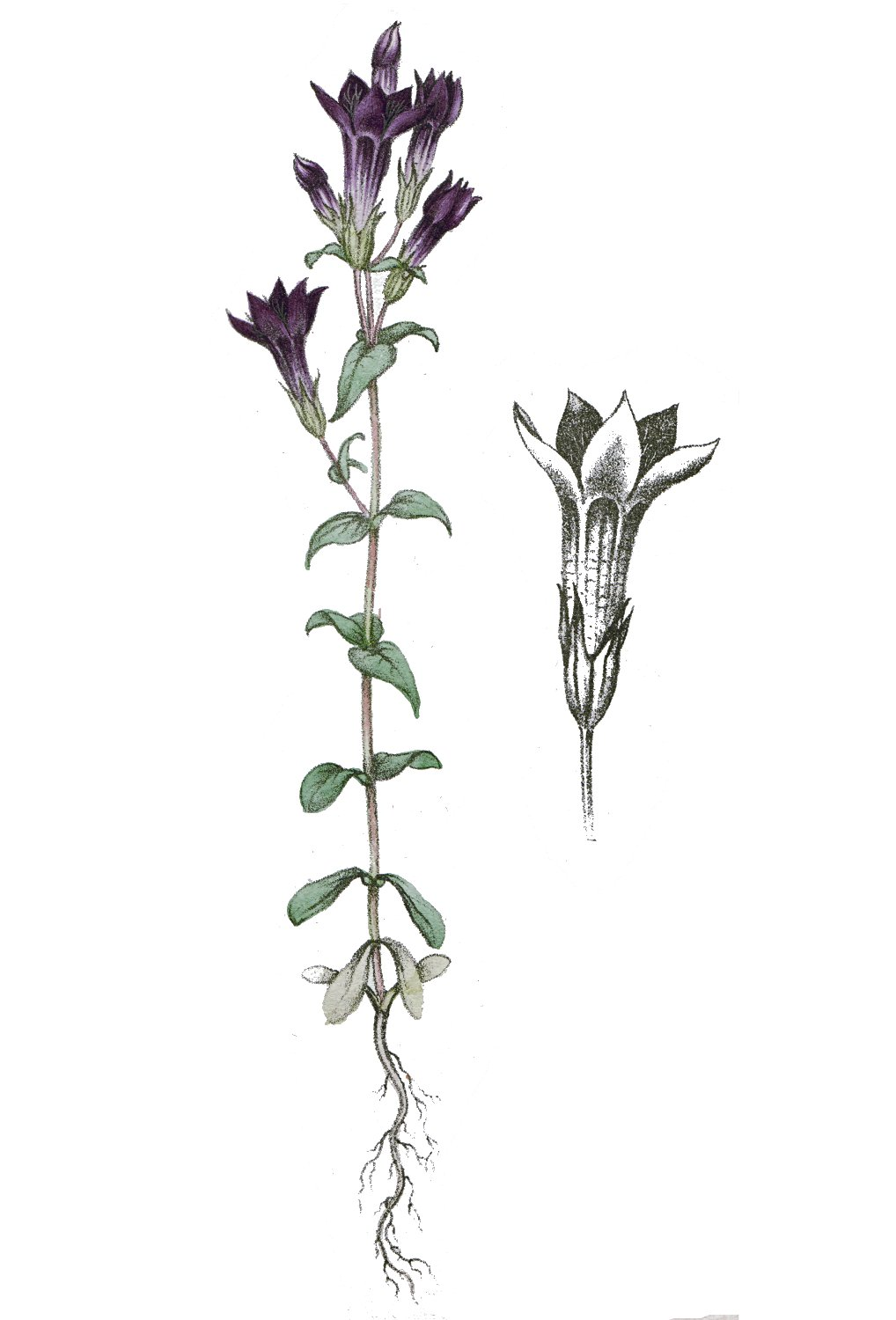
Illustration

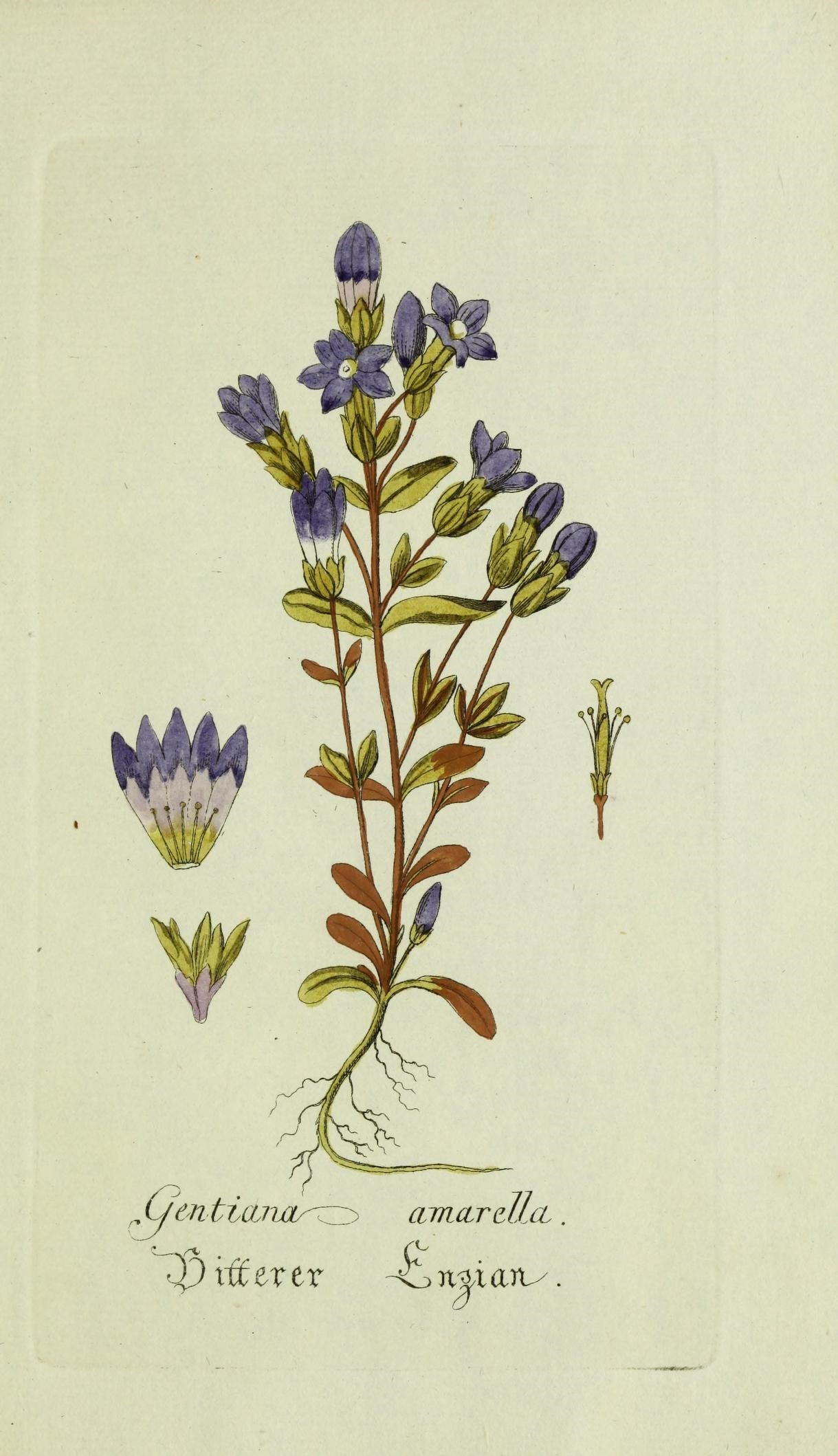
Illustration aus Plantarum indigenarum et exoticarum icones ad vivum coloratae, oder Sammlung nach der Natur gemalter Abbildungen inn- und ausländischer Pflanzen, für Liebhaber und Beflissene der Botanik

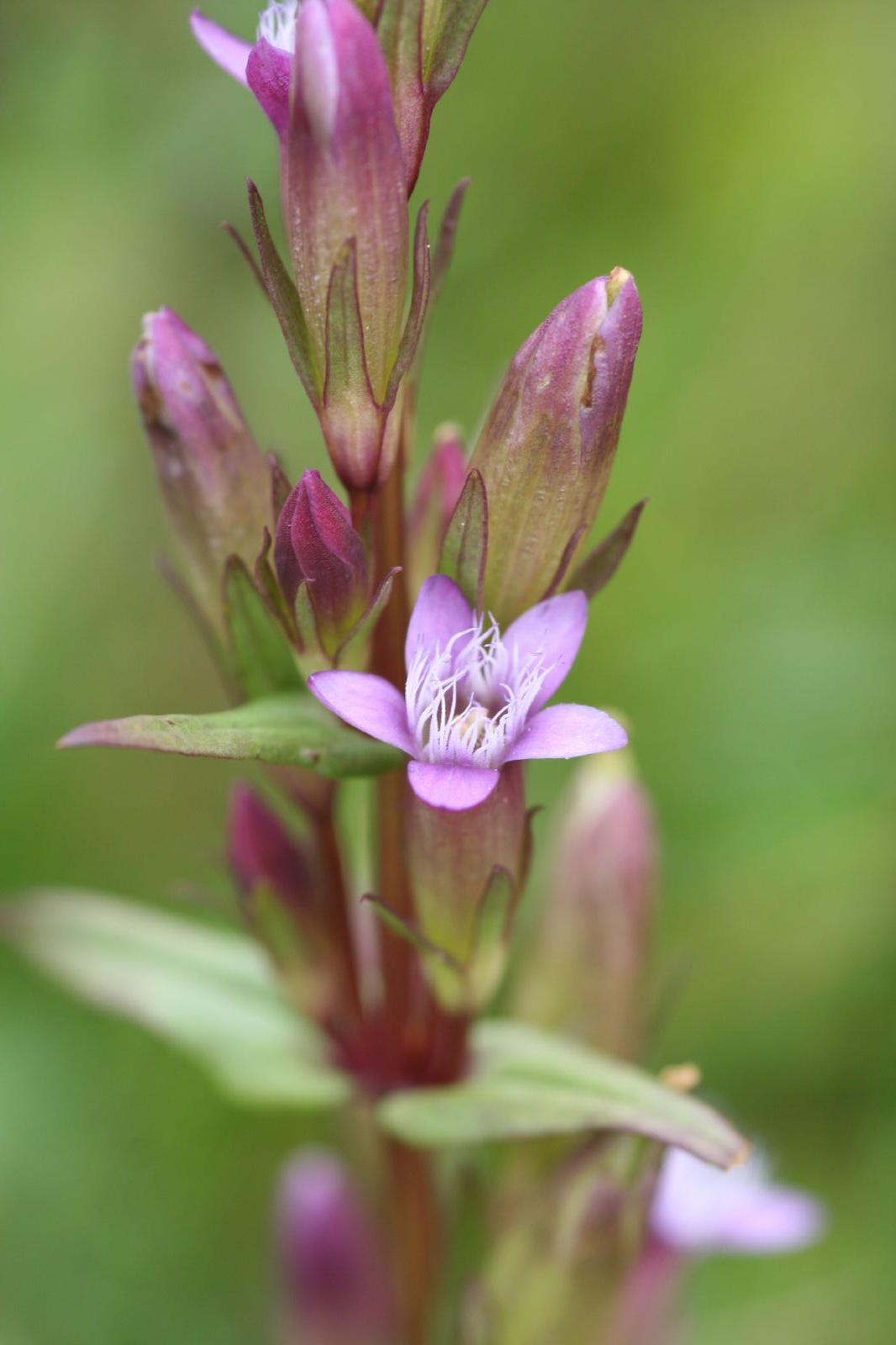
Bitterer Fransenenzian (Gentianella amarella)

### Vegetative Merkmale
Der Bittere Fransenenzian ist eine zweijährige krautige Pflanze, die im ersten Jahr nur eine niedrige Blattrosette hervorbringt. Im zweiten Jahr wächst der von meist 5 bis 30 (3 bis 50) Zentimeter lange Stängel hervor. Der Stängel ist einfach oder schon ab kurz oberhalb der Basis verzweigt und zur Blütezeit ohne Keimblätter (Unterscheidung zu ähnlichen Arten).
Die Laubblätter sind in einer grundständigen Rosette und kreuzgegenständig am Stängel verteilt angeordnet. Die Grundblätter sind spatelig mit stumpfem oberen Ende. Die Stängelblätter sind bei einer Länge von 1 bis 2, selten bis zu 3 Zentimetern eiförmig bis linealisch-lanzettlich mit spitzem bis mehr oder weniger stumpfem oberen Ende.

### Generative Merkmale
Die Blütezeit reicht von August bis Anfang Oktober. Aus den Blattachseln wachsen die zahlreichen Blüten hervor.
Die relativ kleinen, zwittrigen Blüten sind fünfzählig mit doppelter Blütenhülle. Der Kelch ist deutlich kürzer als die Kronröhre. Die fünf Kelchzipfel sind aufrecht und meist etwas ungleich. Die meist rötlich-violette Blütenkrone ist trompetenförmig und 14 bis 20 Millimeter lang. Der Kronschlund ist bärtig.
Der Fruchtknoten und die Kapselfrucht sind sitzend oder selten kurz gestielt.
Die Chromosomenzahl beträgt 2n = 36 oder 18.

## Standorte und Vergesellschaftung
Der Bittere Fransenenzian wächst auf trocknen, sandigen oder kalkhaltigen Böden, kommt aber auch auf wechselfeuchten Torf- oder Mergelböden vor und gedeiht so in Moorwiesen. Er wächst in Gesellschaften des Verbands Molinion. Er steigt im Engadin in der Unterart subsp. amarella bis 1750 Meter Meereshöhe auf.
Die ökologischen Zeigerwerte nach Landolt et al. 2010 sind in der Schweiz für Gentianella amarella subsp. amarella: Feuchtezahl F = 2w (mäßig trocken aber mäßig wechselnd), Lichtzahl L = 4 (hell), Reaktionszahl R = 4 (neutral bis basisch), Temperaturzahl T = 2+ (unter-subalpin und ober-montan), Nährstoffzahl N = 2 (nährstoffarm), Kontinentalitätszahl K = 3 (subozeanisch bis subkontinental).

## Naturschutz
Der  Bittere Fransenenzian ist in Gefahr ausgerottet zu werden, da er keine Chemikalien (beispielsweise Schädlingsbekämpfungsmittel) verträgt und auch äußerst empfindlich auf Luftverschmutzung reagiert.
Der Bittere Fransenenzian wird 1996 in der Roten Liste der gefährdeten Pflanzenarten Deutschlands unter Kategorie 2 = „stark gefährdet“ eingeordnet. Er ist nach der Bundesartenschutzverordnung (BArtSchV) besonders geschützt.

## Systematik und Verbreitung
Die Erstveröffentlichung erfolgte 1753 unter dem Namen (Basionym) Gentiana amarella durch Carl von Linné. Die Neukombination zu Gentianella amarella (L.) Börner wurde 1912 durch Carl Julius Bernhard Börner veröffentlicht. Das Artepitheton Gentiana amarella bedeutet etwas bitter. Weitere Synonyme für Gentianella amarella (L.) Börner sind: Gentiana axillaris (F.W.Schmidt) Rchb., Gentiana axillaris Rchb., Gentiana lingulata C.Agardh, Gentiana uliginosa Murb., Gentianella axillaris (Rchb.) Á.Löve & D.Löve, Gentianella axillaris (F.W.Schmidt) Jovanovic-Dunjic, Gentianella amarella subsp. axillaris (F.W.Schmidt) Murb., Gentiana amarella L. subsp. amarella.
Von Gentianella amarella gibt es etwa fünf Unterarten:
- Gentianella amarella subsp. acuta (Michx.) J.M.Gillett (Syn.: Comastoma acutum (Michx.) Y.Z.Zhao & X.Zhang, Gentiana acuta Michx., Gentianella acuta (Michx.) Hiitonen): Sie ist im gemäßigten Asien und in Nordamerika weitverbreitet. Es gibt Fundortangaben für die Mongolei, die Innere Mongolei, die chinesischen Provinzen Heilongjiang, Hebei, Jilin, Liaoning, Shanxi, Shandong, Shaanxi sowie Ningxia, den ostrussischen Gebieten Magadan, Buryatien, Gorno-Altay, Tuva, Yakutia-Sakha, Krasnoyarsk, Chita sowie Irkutsk, den kanadischen Provinzen Quebec, Nova Scotia, Ontario, New Brunswick, Neufundland, Northwest Territory, Yukon Territory, Saskatchewan, Alberta, Manitoba, British Columbia sowie Nunavut, den US-Bundesstaaten Alaska, North Dakota, South Dakota, Maine, Vermont, Colorado, Idaho, Montana, Oregon, Washington, Wyoming, New Mexico, Arizona, Nevada, Utah sowie Kalifornien und den nordmexikanischen Bundesstaaten Durango sowie Nuevo Leon.[10]
- Gentianella amarella (L.) Börner subsp. amarella (Syn.: Gentiana livonica (Ledeb.) Eschsch., Gentianella amarella subsp. hibernica N.M.Pritch.): Sie ist in Nord-, Südwest-, Süd-, Südost-, Mittel- sowie Osteuropa, im Kaukasusraum und Mittelasien, Sibirien weitverbreitet. Es gibt Fundortangaben für  Armenien, Aserbaidschan, Dagestan, Ciscaucasien, Kasachstan, Magadan, Buryatien, Gorno-Altay, Tuva, Yakutia-Sakha, Altai, Krasnoyarsk, Chita, Irkutsk, Kemerovo, Novosibirsk, Omsk, Tomsk, Tyumen, Karelien, Murmansk, Belarus, Estland, Litauen, Lettland, europäischen Teil Russlands, Ukraine, Rumänien, Bulgarien, Serbien, Slowakei, Ungarn, Polen, Tschechien, Österreich, Deutschland, Belgien, Schweiz, Italien, Frankreich, Dänemark, Schweden, Norwegen, Finnland, Irland und Vereinigtes Königreich.[10]
- Gentianella amarella subsp. lingulata (C.Agardh) Holub (Syn.: Gentiana lingulata C.Agardh): Sie kommt in Tschechien und in Osteuropa vor.[9]
- Gentianella amarella subsp. reussii (Tocl) Holub: Sie kommt in der Slowakei vor.[9]
- Gentianella amarella subsp. septentrionalis (Druce) N.M.Pritch.: Sie kommt in Großbritannien und in Island vor.[9]